# Europeiska politiska samarbetet
Det europeiska politiska samarbetet (EPS) infördes 1970 och var synonym med Europeiska gemenskapernas utrikespolitiska samordning fram till att den ersattes av den gemensamma utrikes- och säkerhetspolitiken i Maastrichtfördraget den 1 november 1993.
Under hela 1950- och 1960-talet försökte medlemsstaterna att ge den inre marknaden en utrikespolitisk dimension, men misslyckades med försöken två gånger. Den överstatliga Europeiska försvarsgemenskapen beordrade utrikesministerna under toppmötet i Haag 1969 att "studera det bästa sättet att nå framsteg i fråga om politiska enande inom ramen för utvidgningen". Utrikesministrarna utarbetade därefter Luxemburg / Davignonrapporten (1970), som skapade en informell mellanstatlig mekanism för samråd där medlemsstaterna kan uppnå "politics of scale".
Medan EPS antog en mellanstatliga karaktär enligt Fouchet-planen, bortsåg den från den "franska storheten" från Charles de Gaulles era. Medverkan av Storbritannien garanterade sin Atlantistiska filosofi. Europeiska kommissionen skulle dessutom kunna uttala sig i frågor som rörde sitt kompetensområde. Slutligen hade EPS inte med den starka Paris-baserade sekretariatet som ingick i Fouchet-förslaget. Nederländerna hade alltid varit orolig för den här idén, eftersom de trodde att samarbetet skulle förvandlas till en konkurrent till Europeiska kommissionen. EPS ändrades och stärktes i Köpenhamnrapporten 1973 och Londonrapporten 1981. EPS blev kodifierat i och med europeiska enhetsakten, som trädde i kraft den 1 juli 1987.
EPS blev en "blandad framgång". Under 1970-talet var det en aktiv aktör i konflikten i Mellanöstern och i bildandet av Organisationen för säkerhet och samarbete i Europa. Afghansk-sovjetiska kriget (1979) och hanteringen av de jugoslaviska krigen (1991-1995), visade dock den svaga sidan av EPS.
| Årtal | 1952 | 1954                         | 1958 | 1967                                       | 1987                                       | 1993                                               | 1999                                              |                                                   | 2003                                              | 2009                    |                         |
|       |      |                              |      | Europeiska gemenskaperna:                  |                                            |                                                    |                                                   |                                                   |                                                   |                         |                         |
|       |      |                              |      | Europeiska atomenergigemenskapen (EURATOM) |                                            |                                                    |                                                   |                                                   |                                                   |                         |                         |
|       |      |                              |      | Europeiska kol- och stålgemenskapen (EKSG) | Europeiska kol- och stålgemenskapen (EKSG) |                                                    |                                                   |                                                   |                                                   | Europeiska unionen (EU) | Europeiska unionen (EU) |
|       |      |                              |      | Europeiska ekonomiska gemenskapen (EEG)    | Europeiska ekonomiska gemenskapen (EEG)    |                                                    | Europeiska gemenskapen (EG)                       | Europeiska gemenskapen (EG)                       | Europeiska gemenskapen (EG)                       | Europeiska unionen (EU) | Europeiska unionen (EU) |
|       |      |                              |      |                                            |                                            | Rättsliga och inrikes frågor (RIF)                 |                                                   |                                                   |                                                   | Europeiska unionen (EU) | Europeiska unionen (EU) |
|       |      |                              |      |                                            |                                            | Polissamarbete och straffrättsligt samarbete (PSS) |                                                   |                                                   |                                                   | Europeiska unionen (EU) | Europeiska unionen (EU) |
|       |      |                              |      |                                            | Europeiska politiska samarbetet (EPS)      | Gemensamma utrikes- och säkerhetspolitiken (GUSP)  | Gemensamma utrikes- och säkerhetspolitiken (GUSP) | Gemensamma utrikes- och säkerhetspolitiken (GUSP) | Gemensamma utrikes- och säkerhetspolitiken (GUSP) | Europeiska unionen (EU) | Europeiska unionen (EU) |
|       |      | Västeuropeiska unionen (VEU) |      |                                            |                                            |                                                    |                                                   |                                                   |                                                   | Europeiska unionen (EU) | Europeiska unionen (EU) |
|       |      |                              |      |                                            |                                            |                                                    |                                                   |                                                   |                                                   |                         |                         |